# Dolichoderus sibiricus
Dolichoderus sibiricus es una especie de hormiga del género Dolichoderus, subfamilia Dolichoderinae. Fue descrita científicamente por Emery en 1889.
Se distribuye por China, Japón, Mongolia, Corea del Norte, Corea del Sur y Rusia. Se ha encontrado a elevaciones de hasta 200 metros. Vive en microhábitats como troncos de árboles.